# حمزة أباد عليا
حمزة أباد عليا هي قرية في مقاطعة بيرانشهر، إيران. عدد سكان هذه القرية هو 155 في سنة 2006.